# Birger Damstedt
Birger Damstedt, född 1869 i Montevideo i Uruguay, död 19 oktober 1924 i Huskvarna, var byggnadsingenjör och arkitekt.
Birger Damstedt kom till Sverige vid fyra års ålder. Han studerade vid Tekniska skolan i Stockholm till 1890 och var sedan anställd hos flertalet arkitekter i Stockholm, innan han flyttade till Jönköping, där han arbetade hos stadsarkitekten Fredrik Sundbärg. Från 1894 var han anställd vid Husqvarna Vapenfabrik. Åren 1898-1920 ritade han ett flertal bostadshus och offentliga byggnader i Huskvarna, några av dem i en nationalromantisk stil.
Birger Damstedt omkom 1924 i en motorcykelolycka utanför Jönköping.

## Verk i urval

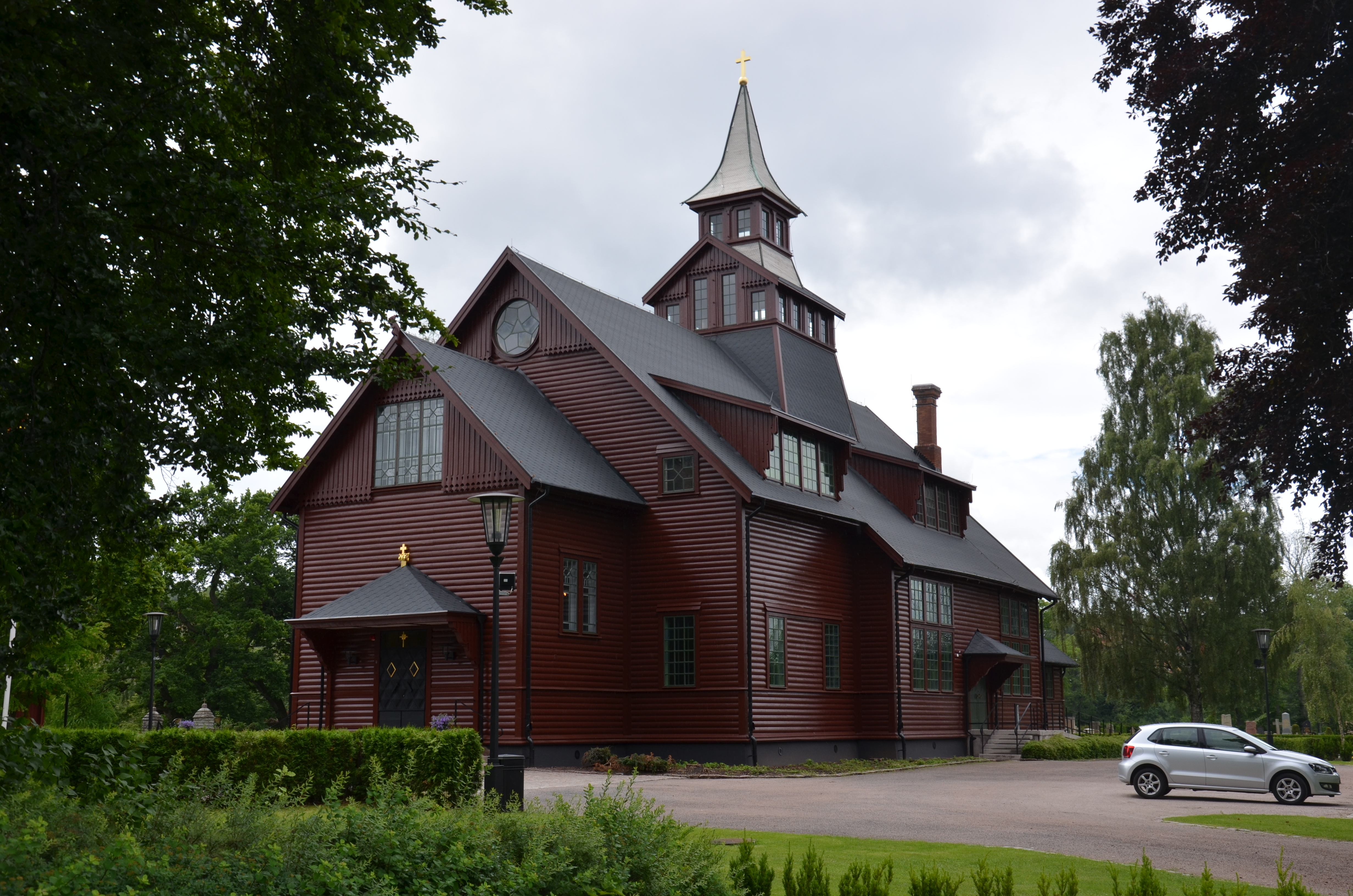
Huskvarna kyrka

- ’Stora stenhuset’ vid nuvarande Alfred Dalinskolan, byggt 1899-1900 med drag av olika arkitekturstilar såsom gotik och renässans.
- Hälsokällans paviljong, byggd 1906. Flyttad till Slottsparken och återinvigd 1990.[2]
- Huskvarna kyrka med klockstapel och gravkapell, invigd i juni 1910. Byggd för att likna en norsk stavkyrka, med den skillnaden att man här har använt liggande virke.
- Huskvarna gamla idrottshus, Alfred Dalingatan, byggt 1910
- Huskvarna stads varmbadhus, Jönköpingsvägen 25, Huskvarna, byggt 1910. Numera Folktandvården. Arkitekt vid ombyggnaden 1937 var Oskar Öberg.
- Stugan i Stadsparken i Huskvarna, byggd 1914